# Дзавелас, Фотос
Фотос Дзавелас (греч.  Φώτος  Τζαβέλας; 1770, Сули, Эпир — 1809, Керкира) — известный греческий военачальник конца XVIII — начала XIX веков.

## Биография
Фотос Дзавелас был сыном известного военачальника и главы самого известного и сильного тогда военного клана сулиотов Ламброса Дзавеласа (греч. Λάμπρος Τζαβέλας, 1745—1792) и известной в греческой историографии Мосхо Дзавела (греч. Μόσχω Τζαβέλα, 1760—1803).
Жители Сули десятилетиями, с оружием в руках, защищали свою автономию и к этому времени отразили 8 походов турок и албанцев. Когда Али-паша Тепеленский утвердился в Янина и взял под контроль Эпир, покорение Сули стало одной из основных его целей. Весной 1792 года, вопользовавшись российско-турецким миром, Али решил действовать. Чтобы ослабить сулиотов, Али обратился к кланам Боцарис и Дзавелас с просьбой послать бойцов для похода на город Аргирокастро, Северный Эпир. Сулиоты, не доверяя Али-паше, но в надежде продлить мирный период, послали к Али в Янина только 70 бойцов, которых возглавлял Ламброс Дзавелас со своим сыном Фотосом. По прибытии в Янина сулиоты были брошены в подземелье, только одному удалось бежать и донести весть в Сули. Сулиоты заняли перевалы, готовые к бою. Не решаясь атаковать Сули, Али начал переговоры со своим заложником Ламбросом Дзавеласом, которому удалось убедить Али, что только он сможет склонить сулиотов к сдаче. Заложником был оставлен сын Ламброса, Фотос. По прибытии в Сули Ламброс возглавил оборону, написав письмо Али, знакомое не одному поколению греческих школьников, так как его записал William Eton:

Али, рад что удалось обмануть тебя, вероломного. Я на месте, чтобы защитить Отечество от вора. Мой сын умрёт, но я отомщу за его смерть. Некоторые турки, вроде тебя, могут сказать что я — безжалостный отец и жертвую сыном ради собственного спасения. Отвечаю, что если ты возьмёшь наши горы, то сможешь убить моего сына со всеми другими членами моей семьи и моими соотечественниками, и я не смогу отмстить. Но если мы победим, у меня будут другие дети, жена моя молодая. Если мой сын не рад принести себя в жертву Отечеству, то он не будет достоин жить и называться моим сыном. Иди, неверный, с нетерпением жду мести. Я, твой заклятый враг, капитан Дзавелас.— William Eton. Survey of the Turkish Empire, in wich are considered the subjection of the Greeks, their efforts towards emancipation and the interests of other nations, particularly of Great Britain, in their success. – 3rd ed. – London, 1801.
Али бросил против Сули 10 тыс. албанцев, которым противостояли 1500 сулиотов, во главе с отцом Фотоса и Костасом Боцарисом. После ряда сражений в Киафа погибли, сражаясь до последнего, 16 сулиотов, возглавляемых двоюродным братом Фотоса, Кицосом Дзавеласом. После чего в отчаянный бой бросились 300 сулиоток, возглавляемых матерью Фотоса, Мосхо Дзавелас. Али бежал из Сули, только треть турко-албанцев вернулись в Янина. Али был вынужден заключить мир и обменять заложников, включая Фотоса, на пленных албанцев. Ламброс Дзавелас умер от понесённых ран, и Фотос возглавил клан Дзавеласов и командование Сули, вместе с кланом Боцарис.

## Возглавляя Сули
Али оставил Сули в покое на 8 лет. Воспользовавшись наполеоновскими войнами, Али прибрал в свои руки, одно за другим, венецианские владения на побережье Эпира, но Сули не забыл. В июне 1800 года Али предпринял новый поход против Сули, но сулиоты отражали его атаки в течение 4 месяцев.Али, потеряв убитыми 3800 человек, решил сломить Сули блокадой и голодом.
Советский историк Г. Арш нашёл архивах российского МИДа следующее письмо сулиотов императору Александру от февраля 1803 года:

Император!
Пожалей десять тысяч душ православных, осаждённых в горах Сули, из которых 1500 непрерывно воюют. Только вражескими трофеями мы держимся в жизни и ещё не умерли. Другой помощи, Господин, мы не просим, только пороха, свинец и хлеб.— Г. Арш – досье 5003, С. 19–21, Албания и Эпир в конце 18-го начале 19-го веков.
Почти год голодные сулиоты продолжали держаться. В ноябре 1803 года Али потерпел поражение при Кунги от измождённых сулиотов, потеряв 700 человек убитыми. Али вновь бежал, поручив своему сыну Вели заключить соглашение с сулиотами, лишь бы ушли.
Заручившись священным для албанца и грека словом «беса» и жизнью албанских пленных в Сули, Фотос Дзавелас повёл 13 декабря 1803 года колонну сулиотов из Сули в Паргу, откуда сулиоты переправились на остров Керкира, находившийся тогда, как и другие Ионические острова, под российским контролем. Сулиоты, оставшиеся на родине под влиянием старика Кицоса Боцариса, подверглись вероломному нападению сил Али-паши и в течение четырёх месяцев непрерывных сражений погибли. Только 50 бойцам и 1 женщине, возглавляемым Кицосом Боцарисом, среди которых был и его сын Маркос, удалось прорваться в Паргу и переправится на Керкиру.

## Последние годы
Фотос Дзавелас и другие сулиоты поступили на службу в сформированные представителем российского императора Г. Мочениго и российским генералом Пападопулосом греческие легионы, в ожидании столкновения с Али-пашой и поскольку российско-турецкий союз шёл к концу. После российского поражения при Аустерлице и согласно Тильзитскому соглашению от 8 июля 1807 года, Ионические острова были возвращены французам, которые, не забыв осаду города Превеза в 1798 году силами Али и десятки казнённых пленных французских солдат, решили сохранить созданные русскими греческие легионы. Фотос Дзавелас продолжил службу у французов, получив от них звание тысячника. Здесь на Керкире, Фотос Дзавелас умер в 1811 году, не дожив до Греческой революции всего лишь 10 лет, вероятно, отравленный по приказу Али-паши.

## Наследие
На Керкире вырос сын Фотоса, Кицос, который возглавил клан в возрасте 19 лет и вернулся с сулиотами на родину в 1820 году.
В годы Освободительной войны Греции 1821—1829 Кицос Дзавелас, превзойдя отца, стал одной из самых известных и героических фигур этой войны, после воссоздания греческого государства был неоднократно военным министром, а в 1847—1848 — премьер-министром Греции.